# 882 Swetlana
882 Swetlana este un asteroid din centura principală, descoperit pe 15 august 1917, de Grigori Neuimin.